# Bill Woolsey
William "Bill" Tripp Woolsey, född 13 september 1934 i Honolulu, Hawaii, död 25 juni 2022 i Kalifornien, var en amerikansk simmare.
Woolsey blev olympisk mästare på 4 x 200 meter frisim vid sommarspelen 1952 i Helsingfors.